# Baby Jane (canción de Rod Stewart)
«Baby Jane» es una canción del cantante británico Rod Stewart, escrita por el propio Stewart y Jay Davis y producida por Stewart, Tom Dowd, George Cutko y Jim Cregan. Se lanzó como el primer sencillo de su duodécimo álbum de estudio Body Wishes, de 1983.   
La canción fue un éxito mundial, alcanzó el número 1 en Alemania, Bélgica, Irlanda, España, Sudáfrica y Reino Unido y permaneció en la cima de la lista UK Singles Chart durante tres semanas. En los Estados Unidos llegó al número 14 en la lista Billboard Hot 100. El sencillo también alcanzó el top 10 en varios países como Austria, Francia, Suecia, Noruega y Suiza.

## Posicionamiento en listas
| Lista 1983                            | Máxima posición |
| ------------------------------------- | --------------- |
| Alemania (Offizielle Deutsche Charts) | 1               |
| Austria (Ö3 Austria Top 40)           | 3               |
| Bélgica (Flandes) (Ultratop 50)       | 1               |
| Canadá (RPM Top Singles)              | 13              |
| España (AFYVE)                        | 1               |
| Estados Unidos (Billboard Hot 100)    | 14              |
| Estados Unidos (Cash Box)             | 18              |
| Europa (Eurochart Hot 100)            | 1               |
| Francia (IFOP)                        | 2               |
| Irlanda (IRMA)                        | 1               |
| Noruega (VG-lista)                    | 10              |
| Nueva Zelanda (Recorded Music NZ)     | 14              |
| Países Bajos (Mega Single Top 100)    | 9               |
| Reino Unido (UK Singles Chart)        | 1               |
| Sudáfrica (Springbok Radio)           | 1               |
| Suecia (Sverigetopplistan)            | 3               |
| Suiza (Schweizer Hitparade)           | 2               |
| Zimbabue (Record charts ZIMA)         | 3               |